# (1838) Ursa
(1838) Ursa – planetoida z pasa głównego plnaetoid okrążająca Słońce w ciągu 5 lat i 280 dni w średniej odległości 3,21 au Została odkryta 20 października 1971 roku w Observatorium Zimmerwald w Szwajcarii przez Paula Wilda. Nazwa planetoidy pochodzi od imion Ursuli, żony odkrywcy oraz Ursa, jego syna. Przed jej nadaniem planetoida nosiła oznaczenie tymczasowe (1838) 1971 UC.